# Alliance arabo-israélienne
L'alliance arabo-israélienne parfois appelée l'alliance israélo-sunnite, fait référence à une coalition de sécurité non officielle comprenant Israël et divers pays arabes. Formé dans l'intérêt du Conseil de coopération du Golfe, il se concentre principalement sur la dissuasion des ambitions politiques et militaires de l'Iran (voir Conflit par procuration Iran-Arabie saoudite et Conflit par procuration Iran-Israël), et a été activement promu par les États-Unis depuis la conférence de Varsovie de février 2019.

## Histoire
Les racines de l'alliance ont commencé dans les années 2000, en raison de l'importance décroissante du conflit israélo-palestinien en tant que problème de coin et des tensions mutuelles avec l'Iran. En 2016, les États du CCG avaient recherché une coopération économique et sécuritaire renforcée avec Israël, qui est impliqué dans son propre conflit par procuration avec l'Iran. La coalition de facto a émergé en novembre 2017, à la suite du réchauffement des liens entre Israël et les États du Golfe et a reçu une large attention médiatique à la lumière de la conférence de Varsovie de février 2019, « Le sommet mondial de cette semaine à Varsovie testera le pilier principal de l'administration Trump. La politique d'Israël au Moyen-Orient : La conviction qu'Israël et les principaux États arabes peuvent former une alliance contre l'Iran, même lorsque les pourparlers de paix entre Israël et les Palestiniens semblent plus éloignés que jamais ».
L'administration Trump a tenté de lancer une « Alliance stratégique du Moyen-Orient » (également connue sous le nom d'«OTAN arabe») comprenant les États du CCG, l'Égypte, la Jordanie et peut-être le Maroc. En avril 2019, l'Égypte a annoncé qu'elle ne participerait pas. Le pacte n'a pas été annoncé au 11 janvier 2021 pour contrer l'Iran." En 2020, dans le cadre des accords d'Abraham, divers pays ont normalisé leurs relations avec Israël, ces pays étaient : les Émirats arabes unis, Bahreïn, le Soudan et le Maroc. Le Marshall Center a analysé les accords d'Abraham en octobre 2020, y compris l'implication des Émirats arabes unis et de Bahreïn, mais avant que le Soudan et le Maroc n'agissent, le Marshall Center a décrit que les accords d'Abraham "renforcent l'alliance anti-iranienne informelle dans la région".
Selon les auteurs Yoel Gozansky, un expert de l'Iran à l’Institute for National Security Studies, un groupe de réflexion de Tel Aviv, et le professeur Clive Jones, un spécialiste de la sécurité au Moyen-Orient : « Notre approche consiste à comprendre les liens d'Israël avec de nombreuses monarchies du Golfe, notamment l'Arabie saoudite, les Émirats arabes unis et Bahreïn, non pas comme une alliance formelle mais plutôt comme la manifestation d'un régime de sécurité tacite. Ce régime permet d'explorer et d'analyser l'évolution des liens entre Israël et les monarchies du Golfe tout en nous permettant de garder à l'esprit que ces relations ont rarement été linéaires, et encore moins étayées par des valeurs normatives partagées ».
Dans une analyse anniversaire des accords d'Abraham, Haaretz a déclaré que les accords étaient fondés sur l'idée d'une coalition anti-iranienne « israélo-sunnite » et que la normalisation aiderait mais qu'« il est très douteux qu'il y ait jamais eu une telle coalition, et le les accords n'ont rien fait pour en créer ou en solidifier un ». En mars 2022, le prince héritier saoudien Mohammed ben Salmane a déclaré que les pourparlers de réconciliation avec l'Iran se poursuivraient et « nous considérons Israël comme un allié potentiel, mais avant cela, il devrait résoudre ses problèmes avec les Palestiniens ».